# Nguyễn Văn Đọc
Nguyễn Văn Đọc (sinh ngày 2 tháng 8 năm 1959 tại xã Đoàn Lập, huyện Tiên Lãng, Thành phố Hải Phòng) là một chính trị gia người Việt Nam. Ông nguyên là Bí thư Tỉnh ủy Quảng Ninh, nguyên Chủ tịch Hội đồng nhân dân tỉnh Quảng Ninh.

## Thân thế sự nghiệp
Từ năm 1995 đến năm 2004, ông là Tỉnh ủy viên, Giám đốc Sở Giao thông Vận tải.
Từ năm 2004 đến năm 2005, ông là Tỉnh ủy viên, Bí thư Thị ủy Uông Bí.
Từ năm 2005 đến năm 2008, ông là Ủy viên Ban Thường vụ Tỉnh ủy, Trưởng ban Tuyên giáo Tỉnh ủy.
Từ năm 2008 đến năm 2010, ông là Ủy viên Ban Thường vụ Tỉnh ủy, Phó Chủ tịch Thường trực UBND tỉnh.
Từ năm 2010 đến năm 2015, ông là Phó Bí thư Tỉnh ủy, Chủ tịch Ủy ban nhân dân tỉnh.
Tháng 4 năm 2015 ông được bầu làm Bí thư tỉnh ủy Quảng Ninh thay cho ông Phạm Minh Chính được điều động giữ chức phó trưởng Ban Tổ chức Trung ương. Tháng 10.2015 tại Đại hội Đảng bộ tỉnh Quảng Ninh lần thứ XIV ông được bầu lại làm Bí thư tỉnh ủy nhiệm kỳ 2015-2020. Ông có bằng Kỹ sư cầu đường.  - tốt nghiệp Đại học Xây dựng Hà Nội, trình độ lý luận: cử nhân kinh tế- chính trị.
Không lâu sau sinh nhật lần thứ 61, ông nghỉ hưu theo chế độ. Thay thế ông là Nguyễn Xuân Ký.

## Kỷ luật
Năm 2023, trong hai ngày 19 và 20-9, Ủy ban Kiểm tra Trung ương đã họp kỳ thứ 32. Tại kỳ họp này, Ủy ban Kiểm tra Trung ương đề nghị kỷ luật ông Nguyễn Văn Đọc do "Thiếu trách nhiệm, buông lỏng lãnh đạo, chỉ đạo để UBND tỉnh và nhiều tổ chức, cá nhân vi phạm quy định của Đảng, pháp luật của Nhà nước trong quản lý, thực hiện các dự án/gói thầu do Công ty cổ phần Tiến bộ Quốc tế (AIC), các công ty trong hệ sinh thái AIC và Công ty cổ phần Tập đoàn FLC thực hiện; nhiều tổ chức đảng, đảng viên bị xử lý kỷ luật." 